# Kjalarnes
Kjalarnes es el distrito más septentrional de Reikiavik, la capital de Islandia. 

## Ubicación
Por vía terrestre se encuentra a 13 kilómetros de Mosfellsbær y a 18 de la otra zona de la capital, de la que lo separa el fiordo Kollafjörður. El monte Esja se encuentra en Kjalarnes.

## Historia

### Edad Media
Conocido como Kjalarnesþing («thing de Kjalarnes») fue uno de los tres centros jurídicos y políticos de la corte del sur (Sunnlendingafjórðungur) durante la Mancomunidad Islandesa.
Fue un lugar relevante en la historia de Islandia. Como su nombre lo indica, en la localidad se desarrolla la saga Kjalnesinga (i. e. Historia de los habitantes de Kjalarnes), escrita a mediados del siglo XIV.
En Kjalarnes hubo un importante núcleo previo a la institución del Althing, conocido como el Várthing, es decir o tribunal de primavera, la institución más antigua de la isla bajo el amparo de tres goði. El otro Várthing se encontraba en la localidad de Thorness.
Fue un municipio independiente hasta 1998.